# Areca oxycarpa
Areca oxycarpa là loài thực vật có hoa thuộc họ Arecaceae. Loài này được Miq. mô tả khoa học đầu tiên năm 1868.